# Hypophrictis
Hypophrictis is een geslacht van vlinders van de familie echte motten (Tineidae).

## Soorten
- H. conspersa (Matsumura, 1931)
- H. dichorrhaga Diakonoff, 1948
- H. inceptrix Meyrick, 1916
- H. lepras Meyrick, 1917
- H. plana Meyrick, 1920
- H. polyscia Meyrick, 1917
- H. saprophaga Diakonoff, 1948
- H. sollicata Meyrick, 1917
- H. spiloglypta Meyrick, 1930